# Altranstädter Friede

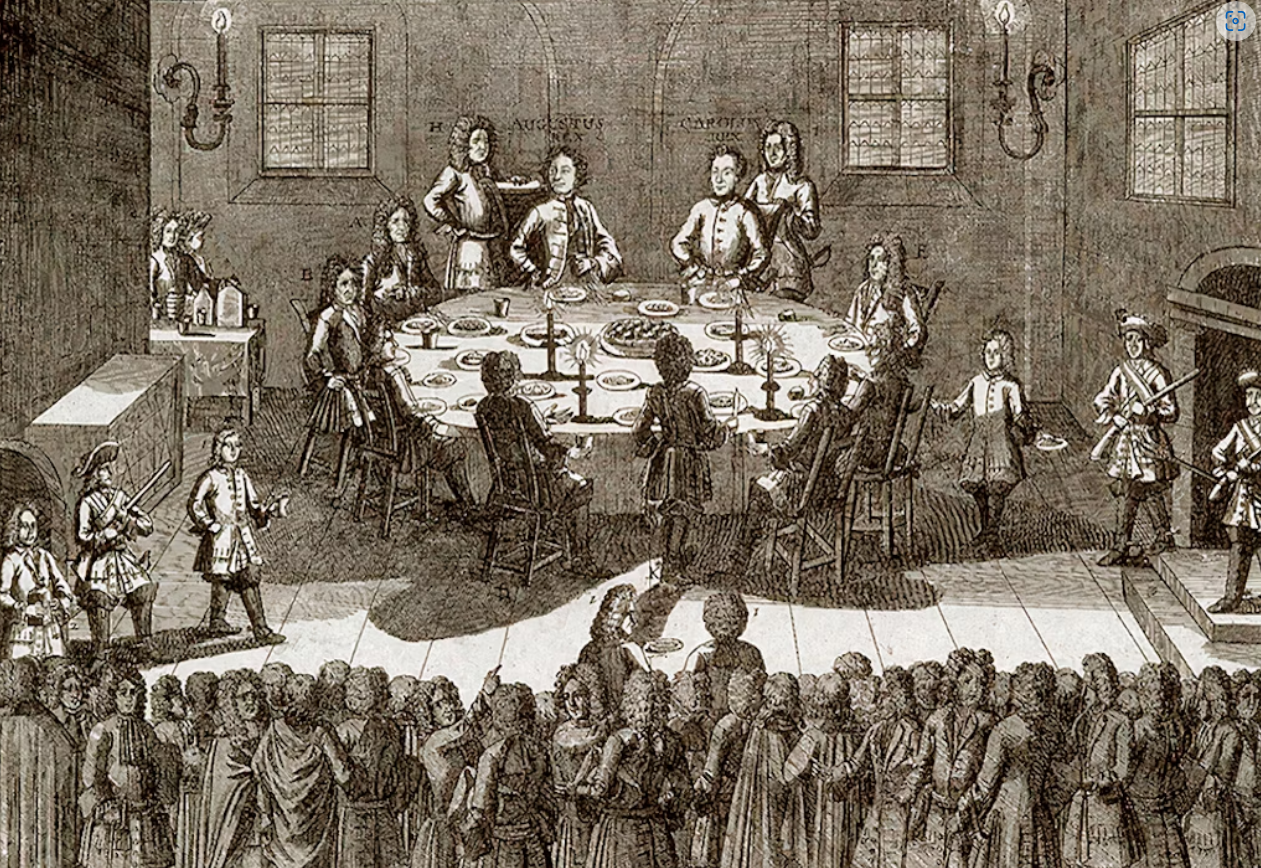
Karl XII. von Schweden und August II. der Starke von Polen feiern 1706 den Frieden in Altranstädt zeitgenössische Radierung

Der Altranstädter Friede wurde während des Großen Nordischen Krieges am 24. September 1706 im Schloss zu Altranstädt zwischen dem schwedischen König Karl XII. und dem Kurfürsten von Sachsen August II. geschlossen.

## Verhandlung
Bündnisverträge

Preobraschenskoje (1699) • Dresden (1699) • Narva (1704) • Dresden (1709) • Thorn (1709) • Kopenhagen (1709) • Hannover (1710) • Lutsk (1711) • Adrianopel (1713) • Schwedt (1713) • Stettin (1715) • Berlin (1715) • Greifswald (1715)
Friedensverträge

Traventhal (1700) • Warschau (1705) • Altranstädt (1706) • Pruth (1711) • Frederiksborg (1720) • Stockholm (1719) • Stockholm (1720) • Nystad (1721)  • Stockholm (1729)
Kapitulationen

Estland und Livland (1710)
Nach der militärischen Niederlage in der Schlacht bei Fraustadt und der Besetzung Sachsens durch schwedische Truppen musste Sachsen nach nur 14-tägigen Verhandlungen den Diktatfrieden von Altranstädt unterzeichnen. Der sächsische Verhandlungsspielraum war gering gewesen, denn Karl XII. hatte den Verzicht der Wettiner auf die polnische Krone als unabänderliche Verhandlungsprämisse gesetzt. Der Vertrag wurde an diesem Tag von den schwedischen Unterhändlern Carl Piper und Olof Hermelin und den sächsischen Unterhändlern Kammerpräsident Anton Albrecht Freiherr von Imhoff, Geheimrat Johann Friedrich von Eckardt und Geheim-Referendar Ernst G. von Pfingsten unterzeichnet. In einem Zusatzprotokoll sicherten sie die Anerkennung des Vertrages durch August II. innerhalb von sechs Monaten zu.

## Inhalt

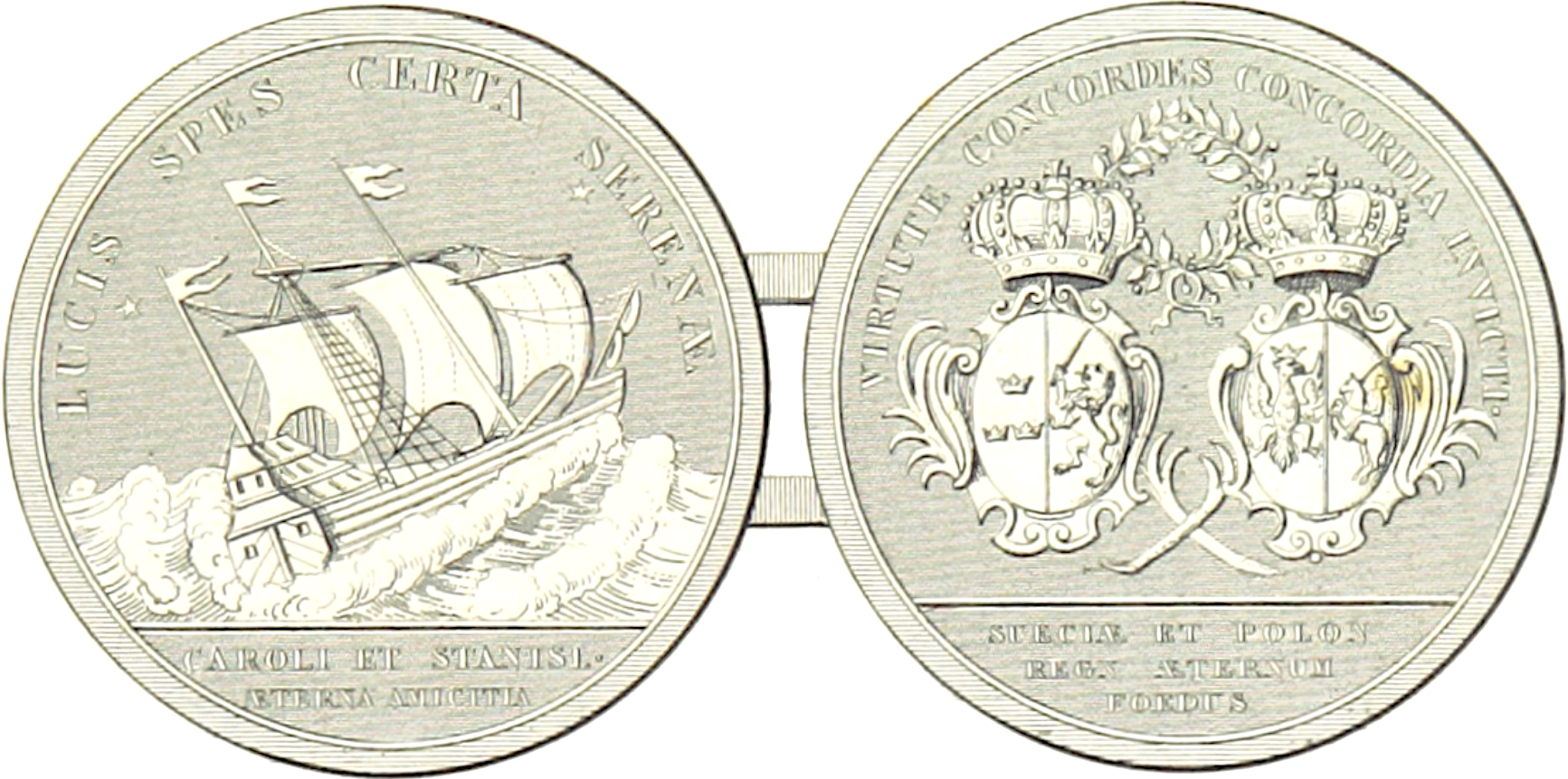
Medaille aus Anlass des Friedens von Atranstedt 1706 (1839)

- Art. 1: Ewiger Friede und aufrichtige Freundschaft [zwischen Karl XII. von Schweden, Stanislaus I. von Polen und Friedrich August (II.) von Sachsen].
- Art. 2: Alle Beteiligten verzichteten auf Schadenersatzforderungen: „Soll auch aller Schaden welchen beede Theile der paciscirenden in diesem Krieg erlitten auf ewig vergessen sein“
- Art. 3: Friedrich August von Sachsen entsagt der polnischen Krone und übergibt Polen und Litauen mit allen Rechten an Stanislaus. Stanislaus I. wird als wahrer und legitimer König anerkannt.
- Art. 4: Zustellungsformalitäten der Abdankungsurkunde. Friedrich August entsagt Aktivitäten gegen Stanislaus.
- Art. 5: Die gegen Karl XII. gerichteten Bündnisse Friedrich Augusts müssen aufgegeben werden, namentlich diejenigen mit dem Zaren von Moskau.
- Art. 6: Aufhebung bestimmter, im Vertrag definierter Dekrete und Statuten.
- Art. 7: Die polnische Krone und die Insignien, die in Sachsen aufbewahrt werden, müssen Stanislaus überlassen werden.
- Art. 8–12: Bestimmungen über Gefangene, Überläufer und Verräter und Auslieferungsbestimmung Johann Reinhold von Patkul.
- Art. 13: Bestimmungen über Standarten, Fahnen, Geschütze.
- Art. 14: Oberst Görtz ist zu rehabilitieren
- Art. 15: Bestimmungen über den Unterhalt der in Sachsen stationierten schwedischen Truppen, Winterquartiere und den Rückzug der Truppen.
- Art. 16: Evakuierung der Städte und Festungen Krakau und Tykocin.
- Art. 17: Bestimmungen über Leipzig und Wittenberg.
- Art. 18: Beendigung der Feindseligkeiten in Sachsen und den kurfürstlichen Landen.
- Art. 19: Bestimmungen über Religion und Konfession.
- Art. 20: Bestimmungen über Hilfeleistungen im Falle eines Angriffs auf Sachsen.
- Art. 21: Erklärung über Friedensgarantien und die Aufnahme anderer Souveräne, namentlich des Kaisers, Großbritanniens, der Niederlande und anderer Mächte.
- Art. 22: Bestimmungen über Ausfertigung der Instrumente und Ratifikation.

## Anerkennung durch August

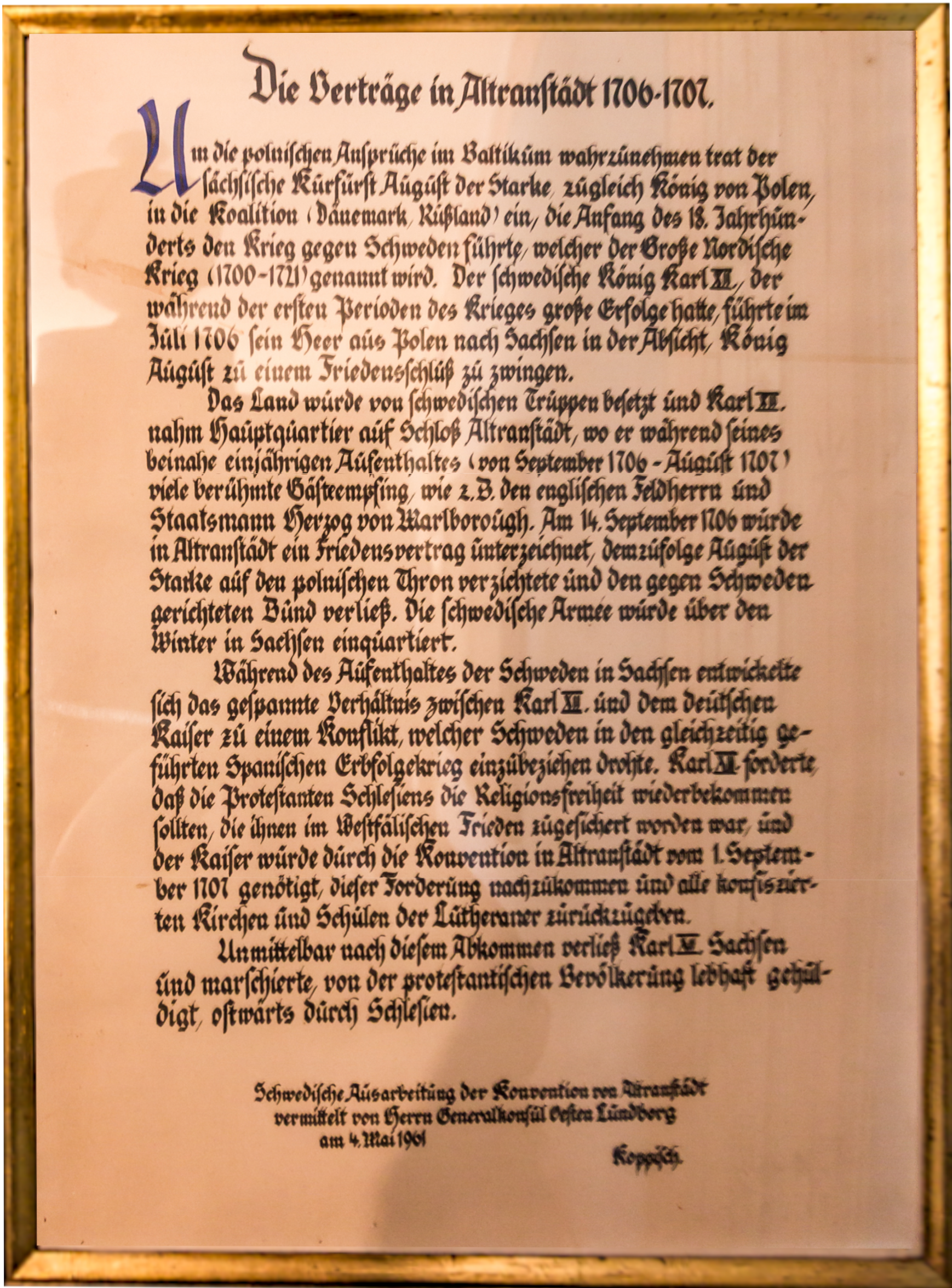
Die Verträge in Altranstädt 1706–1707 (Dokument im Schloss Altranstädt)

August II., der durch die anhaltenden Kämpfe in Polen festgehalten wurde, erfuhr erst im Oktober von dem für ihn so ungünstigen Vertragsschluss. Entgegen den Waffenstillstandsbestimmungen besiegte er am 29. Oktober gemeinsam mit Russland ein schwedisches Herr in der Schlacht bei Kalisch und sprach am 19. November in einem Manifest dem Frieden jegliche Rechtskraft ab. Unterstützung anderer europäischer Höfe erhielt August II. aber nicht. Am 1. Dezember 1706 trafen sich Karl XII. und August II. in Günthersdorf (nahe Altranstädt). Karls XII. unnachgiebige Haltung zwang August II., am 19. Januar 1707 den Vertrag mit seiner Unterschrift anzuerkennen. Der Vertrag wurde von Preußen und den Seemächten Großbritannien und die Niederlande garantiert. Damit endete vorerst die Personalunion Sachsen-Polen.

## Folgen
Das Kurfürstentum blieb besetzt, es musste für den Unterhalt des schwedischen Heeres sorgen und Kontributionen zahlen, monatlich 500.000 Taler in bar und 125.000 Taler in Naturalien. Die schwedische Besetzung kostete Sachsen etwa 23 Millionen Taler und dauerte ein Jahr.
Nach der schwedischen Niederlage gegen Russland im Juli 1709 in der Schlacht bei Poltawa setzte August II. an der Seite des Zaren den Krieg fort. Am 8. August 1709 zog er seine Unterschrift unter den Altranstädter Frieden zurück und ließ sich durch den Papst vom Vertrag entbinden.
Aus europäischer Perspektive bestand der Erfolg des Friedens von Altranstädt, zusammen mit der Konvention von Altranstädt 1707 darin, dass die beiden großen Kriege dieser Zeit, der Spanische Erbfolgekrieg und der Große Nordische Krieg, nicht ineinanderflossen, sondern getrennt blieben.
Eine indirekte und nicht vorhersehbare Folge des Friedens von Altranstädt war auch das Schlesische Kinderbeten.